# Боднаренко Василь Миколайович
Василь Миколайович Боднаренко (псевдо Шабля; 1922, смт. Печеніжин, нині — Коломийський район, Івано-Франківська область — 8 листопада 1946, біля смт. Печеніжин, Коломийський район, Івано-Франківська область) — лицар Бронзового хреста бойової заслуги УПА.

## Життєпис
Освіта — середня. За фахом — учитель. Чотовий сотні ім. Колодзінського куреня «Карпатський» ТВ 21 «Гуцульщина» (1945-11.1946). Загинув у сутичці з військово-чекістською групою.
Старший вістун (?), булавний (22.01.1946), старший булавний (?), хорунжий (14.10.1947) УПА; відзначений Бронзовим хрестом бойової заслуги (14.10.1946).